# Stanisław Biczysko
Stanisław Witold Biczysko (ur. 12 kwietnia 1954 w Poznaniu) – polski aktor teatralny i filmowy.

## Życiorys
W 1978 roku ukończył studia na PWST w Warszawie. Wcześniej, bo już 2 lipca 1977 roku miał miejsce jego debiut teatralny. Miało to miejsce na scenie Teatru im. C.K. Norwida w Jeleniej Górze, a aktor wcielił się w rolę pijaka. We wspomnianym teatrze występował do 1979 roku. W kolejnych latach był aktorem następujących teatrów:
- Teatr Popularny w Warszawie (1982–1990)
- Teatr Szwedzka 2/4 w Warszawie (1990–92)
- Teatr Powszechny w Radomiu (1992–1998)
- Teatr Nowy w Łodzi (1998–1999)

### Sprawa pobicia przez milicję
19 czerwca 1984 roku, składając zeznania podczas procesu oskarżonych o spowodowanie śmierci Grzegorza Przemyka, związany z opozycją demokratyczną pisarz Wiktor Woroszylski przywołał przypadek Stanisława Biczysko pośród znanych sobie aktów brutalności milicji.
Woroszylski mówił o ataku milicjantów na Barbarę Sadowską, o Urszuli Ciechomskiej, poetce, pobitej podczas zatrzymania i transportu do ośrodka internowania w Darłówku oraz o Stanisławie Biczysko. 1 maja 1983 roku w Warszawie aktora pobiło czterech milicjantów. Relacji dotyczących Cichomskiej i Biczyski nie zakwestionowano na sali sądowej. Biczysko nie zgłosił pobicia, jego sprawa nie była znana opinii publicznej i informacja wywołała poruszenie na sali sądowej.
Na początku lipca 1984 roku, wg relacji Wiktora Woroszylskiego, Biczysko skontaktował się z pisarzem, którego wcześniej nie znał i odwiedził go w domu. Biczysko przekazał Woroszylskiemu, że jest szantażowany, a sprawa używana jest do rozgrywek personalnych przeciwko jego ojcu, komendantowi szkoły milicji w Szczytnie. Biczysko miał też zwierzyć się Woroszylskiemu, że był nękany przez milicję już po wystąpieniu pisarza przed sądem i wreszcie milicjanci wymogli na nim podpisanie oświadczenia, że na skutek pobicia 1 maja 1983 nie doznał ciężkich obrażeń, a Woroszylskiego nie zna. 

## Filmografia
- 1976: Dźwig
- 1976: Krótkie życie − Urban
- 1980-1996: Dom
- 1981: Najdłuższa wojna nowoczesnej Europy (odc. 13)
- 1982: Krzyk
- 1985: Dziewczęta z Nowolipek − Mietek Mossakowski, brat Bronki
- 1986: Zmiennicy (odc. 15)
- 1987: Dorastanie − kolega Staszka Kuli
- 1987: Mr Tański
- 1987: Rzeka kłamstwa − Gabrych (odc. 6)
- 1989: Modrzejewska − Szymon Benda, brat Modrzejewskiej (odc. 1)
- 1992: Wiatr ze wschodu
- 1992: Wielka wsypa
- 1998: Ekstradycja 3 − szef komandosów, członek sztabu kryzysowego (odc. 10)
- 1998: Miodowe lata − Tomasz Jeżycki (odc. 3)
- 2000: Lokatorzy (odc. 4)
- 2000: Twarze i maski
- 2001: Marszałek Piłsudski (odc. 7)
- 2001: Marzenia do spełnienia − lekarz Winterów (odc. 31)
- 2001: Miasteczko − pan Roman, mechanik samochodowy (odc. 48)
- 2002: Wszyscy święci
- 2004: Dziupla Cezara − fachowiec od malowania szyldów (odc. 2)
- 2004: Kryminalni − Grusznic, reżyser spektaklu operowego (odc. 12)
- 2004: Plebania − ginekolog (odc. 410)
- 2005: Fortuna czyha w lesie − Kamienicznik
- 2006: Mrok − Robak (odc. 4)
- 2007: U Pana Boga w ogródku − major Ryś
- 2007: U Pana Boga w ogródku − major Ryś (odc. 3, 6 i 8)
- 2011: Czas honoru − dozorca w Poznaniu (odc. 50)
- 2012: Komisarz Alex − sąsiad ciotki (odc. 20)
- 2012: Prawo Agaty − ojciec Marii Okońskiej (odc. 9)
- 2014: Sama słodycz − pan Paweł (odc. 9 i 11)
- 2014: Przyjaciółki − dozorca (odc. 43 i 50)
- 2017: Pierwsza miłość − profesor
- 2019: W rytmie serca − mecenas

## Dubbing
- 2022: Morbius – Nicholas[4]
- 2022: Moon Knight – Billy[5]